# Waldburg-Scheer
Waldburg-Scheer fue un Condado gobernado por la Casa de Waldburg, localizado al sudeste de Baden-Württemberg, Alemania. Waldburg-Scheer era una partición de was Waldburg-Trauchburg, al que fue reincorporado en 1764.

## Condes de Waldburg-Scheer

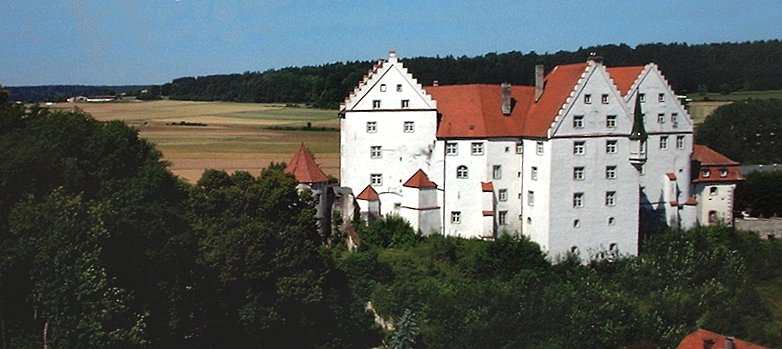
Castillo de Scheer

- José Guillermo Eusebio, 1717-56
- Leopoldo Augusto, 1756-64

- Datos: Q314982